# Quebrada de Carcas
La quebrada de Carcas es un curso natural de agua que reúne varios cauces que fluyen desde el cordón Carcanal y la quebrada de Napa. En su corto trayecto cruza la frontera desde la Región de Tarapacá de Chile hacia el Departamento de Potosí de Bolivia donde suma la mayoría de sus afluentes que aparecen durante la época de lluvias y se sume en el salar de Empexa.: 16 
La cuenca de la quebrada en el lado chileno limita al norte con el salar de Huasco, al sur y al este con la divisoria de las aguas que la separan del salar de Coposa.
Sus características morfológicas más relevantes son:: 19 
- Altitud media: 4165 m s. n. m.
- Perímetro de la cuenca: 154 km
- Área: 132 km²

Es interesante señalar que el informe Diagnóstico Plan Maestro de Recursos Hídricos constata la dificultad para encontrar información sobre las cuencas quebrada de Carcas, estero Sencata (¿arroyo Sencata?), quebrada Umo Khauo y laguna Lagunillas (colindante al salar de Huasco).: 85 